# Poder Ejecutivo de El Salvador
La República de El Salvador mantiene una separación de los tres poderes del estado: Ejecutivo, Legislativo y Judicial. El Poder ejecutivo está representado por el presidente constitucional y es elegido por los ciudadanos.
Constituido por el presidente, el vicepresidente.